# IFK Grängesberg
IFK Grängesberg ist ein schwedischer Allianzverein aus Grängesberg, der sich aus vier auf verschiedene Sportarten spezialisierten Sportvereinen zusammensetzt. 

## Geschichte
IFK Grängesberg gründete sich 1905. Anfangs standen Wintersport und Fußball im Vordergrund, später kamen weiter Sportarten wie Schwimmen, Handball und Volleyball hinzu. Nachdem die Aktivitäten in diesen Sportarten ebenso wie im Eishockey, Bandy, Leichtathletik und Orientierungslauf eingestellt wurden, existieren heute noch Sportvereine für Fußball, Alpiner Skisport, Radfahren und Langlauf unter dem Dach des Anfang 2007 entstandenen Allianzvereins. Mit Erik Lundqvist stellt der Klub zudem einen Olympiasieger.

## Abteilungen

### Langlauf
Die Skiabteilung des Vereins brachte mehrere Läufer und Läuferinnen hervor, die landesweit erfolgreich waren. Unter ihnen sticht Margit Nordin hervor, die 1923 als erste Frau den Wasalauf beendete. Nach Beendigung des Wettbewerbs wurde jedoch entschieden, dass Frauen nicht offiziell teilnehmen durften.

### Fußball
Zunächst unterklassig antretend gewann die Fußballmannschaft des IFK Grängesberg 1932 ihre Drittligastaffel und stieg gemeinsam mit Brynäs IF in die zweite Liga auf. Zunächst zwei Spielzeiten im mittleren Tabellenbereich platziert stieg der Klub 1935 als Tabellenletzter gemeinsam mit IF Rune wieder ab. In der dritten Spielklasse wiederholte die Mannschaft ihren Staffelsieg und zog in die Aufstiegsspiele gegen Söderhamns IF ein, die die Mannschaft für sich entschied. Wiederum hielt sich die Mannschaft drei Spielzeiten in der zweithöchsten Spielklasse des Landes, ehe sie nach lediglich zwei Saisonsiegen zum Saisonabschluss erneut als Tabellenletzte aus der Liga abstieg. Zunächst hielt sie sich abermals in der Spitzengruppe der dritten Liga, als Vizemeister hinter Avesta AIK 1941 respektive 1942 verpasste sie nur knapp erneut die Aufstiegsrunde. Nach dem Abstieg in die vierte Liga im Sommer 1945 kehrte der Klub 1953 in die Drittklassigkeit zurück. Anschließend spielte der Klub erneut um den Aufstieg in die zweite Liga, dem sie mit der Vizemeisterschaft erneut hinter Avesta AIK 1958 am nächsten kam. Nach mehreren Jahren im mittleren Tabellenbereich rutschte der Klub 1963 auf einem Abstiegsplatz und verabschiedete sich vom höherklassigen Fußball. 